# 소프트온넷
소프트온넷(Softonnet Inc.)은 대한민국 서울에 기반을 둔 소프트웨어 회사이다. 1999년에 법인으로 설립되었으며, 인공지능기술을 활용한 다양한 솔루션들을 제공하는 회사이다. 일본, 중국, 미국 등에 법인이 있다.

## 제품
- 에이아이 엑스레이(AiEye X-Ray)
- 에이아이 세이프가드(AiEye SafeGuard)
- 에이아이 플래너(A!Planner)
- 지스트림 (Z!Stream)
- 지부토스 (Z!BootOS)